# Casa păpușilor
„Casa păpușilor” (în engleză „The Doll-House”) este o povestire științifico-fantastică din 1967 scrisă de James Cross (pseudonimul lui Hugh J. Parry). A apărut prima dată în 1967 în volumul Viziuni periculoase (în engleză Dangerous Visions) editat de Harlan Ellison. În limba română volumul și povestirea au apărut la Editura Trei, în anul 2013.

## Prezentare
Când Jim Eliot are probleme financiare, el cere ajutor unchiului soției sale. Acesta îi oferă o casă de păpuși care conține un oracol roman în miniatură.

## Primire
Ted Gioia a descris povestirea drept „un amestec foarte atrăgător de mitologie antică și psihodramă modernă”. Algis Budrys a spus că este o povestire în stilul Weird Tales, însă publicată în Dangerous Visions deoarece „Harlan a avut nevoie disperată de material”.
Manuscrisul povestirii „Casa păpușilor” este păstrat în colecția Hugh Parry de la Universitatea din Boston.

## Legături externe
- en  Istoria publicării lucrării The Doll-House la Internet Speculative Fiction Database

## Vezi și
- 1967 în științifico-fantastic